# Marea Galbenă
Marea Galbenă, numită de asemenea Marea de Vest în Coreea de Nord și de Sud, este partea nordică a Mării Chinei de Est, care, la rândul său, este o mare periferică a Oceanului Pacific. Se află între China continentală și peninsula Coreea. Numele său vine de la particulele de nisip care îi colorează apele, provenind din Fluviul Galben.
Cel mai interior golf al Mării Galbene poartă numele de Marea Bohai (înainte Golful Pechihli sau Golful Chihli). În ea se varsă atât Fluviul Galben, trecând prin provincia Shandong și capitala sa Jinan) cât și Hai He prin Beijing și Tianjin.
Golful Coreei, între provincia chineză Liaoning și nord-vestul Coreei de Nord face parte de asemenea din Marea Galbenă.
Marea Bohai și Golful Coreei sunt separate de peninsula Liaodong, cel mai sudic punct fiind Dalian.